# Жижец
Жижец (рус. Жижец) археолошки је локалитет у виду градине и средњовековни град настао вероватно током XI века на маленом полуострву на северној обали Жижичког језера, недалеко од савременог села Залучје на севеоистоку Куњског рејона Псковске области Русије. У старим летописима помињао се и као Жизец, Жижеч или Зижеч (рус. Зижечь).
У почетку је утврђење припадало Смоленском књажевству, и познато је да је 1136. године град платио смоленском епископу данак од 130 гривни. Према подацима из летописа код Жижеца је 1245. године књаз Александар Невски до ногу потукао литванску војску и на тај начин спречио даљи поход Литванаца у унутрашњост руске земље. Током XIV века град је пао у руке Литванаца, али је враћен у састав руске државе 1503. сходно одредбама Благовештењског примирја. Коначно је уништен вероватно у неком од похода пољског краља Стефана Баторија у периоду Смутних времена.
Тврђава се налазила на уском полуострву које се неких 500 метара увлачи у Жижичко језеро. Тврђава је имала димензије 70×50 метара и налазила се на узвишењу у подножју ког се развило мање насеље. Захваљујући археолошким ископавањима откривени су бројни цивилни и војни предмети старости од XI до XIV века. Од некадашње тврђаве данас је преостало само вештачко узвишење у виду градине.